# Cai Lun
En aquest nom xinès, el cognom és Cai.
Cai Lun (xinès simplificat: 蔡伦, pinyin: Cài Lún; antigament romanitzat com a Ts'ai Lun); nom de cortesia: Jingzhong (xinès simplificat: 敬仲, pinyin: Jìngzhòng); Laiyang, c. 50–62 – Luoyang, 121 dC), va ser un eunuc xinès oficial de la cort de la dinastia Han oriental, considerat també com l'inventor del paper. Eunuc imperial, va millorar la fórmula del paper, convertint-lo en una alternativa al papir i al pergamí, els suports tradicionals per a l'escriptura, gràcies a l'afegit de midó que protegia les fibres vegetals. Alguns crítics afirmen que la seva figura és una llegenda o bé que era el superior d'un taller i no l'autèntic inventor, però la figura de Cai Lun és considerada com una de les més influents de la història. Encara que tradicionalment es considera l'inventor del paper, les formes anteriors de paper existeixen des del segle III aC, de manera que les contribucions de Cai es limiten a la innovació, més que a la invenció.

## Biografia
Nascut a  Guiyang Commandery (桂阳郡, en el que avui és Leiyang), Cai va arribar a la cort imperial de Luoyang el 75 dC, on va servir com a camarlenc de l'emperador Ming, i després com a Xiao Huangmen, missatger imperial de l'emperador Zhang. Per ajudar Lady Dou a assegurar el seu fill adoptiu com a hereu designat, va interrogar la consort Song i la seva germana, que després es van suïcidar. Quan l'emperador He va pujar al tron l'any 88 dC, Dou va concedir a Cai dues posicions:  Zhongchang shi (中常侍, conseller polític de l'emperador que era el càrrec més alt per als eunucs de l'època, i també com Shangfang Ling, on Cai supervisava la producció d'instruments i armes al Taller del Palau.
Malgrat el cop d'estat reeixit de l'emperador He contra la família Dou l'any 92 dC, en Cai no es va veure afectat per la caiguda del seu antic aliat. La seva posició al Taller del Palau va augmentar d'abast; es va convertir en responsable de la producció d’armes cerimonials, que els informes Hou Hanshu eren d'una artesania exemplar. Tanmateix, la innovació més destacada de Cai va ser l'any 105 dC, quan va millorar substancialment el procés de fabricació de paper amb l'ús d'escorça d'arbre, residus de cànem, draps vells i xarxes de pesca. El seu nou tipus de paper va desplaçar ràpidament les tauletes de bambú utilitzats fins aleshores, i Cai va rebre riquesa i fama a tot l'Imperi.
L'any 110 d.C., Lady Deng, que s'havia convertit en l'emperadriu vídua del jove emperador An, va nomenar a Cai per supervisar la nova edició dels Cinc Clàssics de 100 erudits. Cai va ser recompensat pel seu servei imperial l'any 114 CE; va rebre el títol de marquès i va ser infeuït senyor de Longting, Yangxian (龙亭镇 (洋县), un petit poble. Quan el seu aliat Deng va morir l'any 121 dC, Cai va rebre l'ordre de detenció del Ministeri de Justícia a causa de la seva implicació en la mort de l'àvia de l'emperador, la  consort Song. Avergonyit de la seva situació i esperant ser condemnat a mort, aquell any es va suïcidar i va morir a la capital on havia passat gairebé tota la seva vida adulta.
Es considera que les millores de Cai en la fabricació de paper han tingut un impacte enorme en la història de la humanitat, i d'aquells que van crear els quatre grans invents de la Xina: la brúixola, la pólvora, la fabricació de paper i la impressió, Cai és l'únic inventor del qual es coneix el nom. Tot i que a la Xina és venerat en el culte als avantpassats, divinitzat com el déu de la fabricació de paper i apareix en el folklore xinès, és majoritàriament desconegut fora de l'Àsia oriental. La seva ciutat natal a Leiyang continua sent un centre actiu de producció de paper.

## Vida i carrera

### Naixement i antecedents
Cai Lun va néixer a Guiyang Commandery (桂阳郡; l'actual Leiyang, província de Hunan)  a la dinastia Han oriental (25–220 dC). La dinastia Han  (桂阳郡) no s'ha de confondre amb el Comtat de Guiyang actual no relacionat amb la ciutat de Guiyang. Es desconeix el seu any exacte de naixement; les estimacions són c. 50, c. 57, i c. 62. El sinòleg Rafe de Crespigny va suggerir que Cai tenia la mateixa edat que Zheng Zhong, un company eunuc, l'any de naixement del qual és també desconegut. A part de néixer a una família pobra, pràcticament no se sap res dels seus primers anys. Guiyang era una comandament del sud, on els xinesos Han havien immigrat durant centenars d'anys per plantar i conrear arròs. Les llegendes suggereixen que hi havia una piscina prop de casa seva, al sud de la qual hi havia un morter de pedra que Cai utilitzaria més tard per a la fabricació de paper.

### Primer servei de la cort imperial
No se sap com Cai va arribar a estar al servei de la cort imperial a Luoyang (actual Luoyang, província de Henan), que estava lluny del seu lloc de naixement. El Hou Hanshu informa que va ser contractat per primera vegada durant el final de l'era Yongping (58–75) de l'emperador Ming. Es coneixia que el lloc de la moderna comandament de Guiyang tenia diverses mines de ferro en aquell moment, així que l'antic director del Museu del Paper de Tòquio, Kiyofusa Narita, va suggerir que amb l'ajuda d'alguns que estaven a càrrec del ferro foneria, va trobar l'oportunitat d'anar a la capital. Narita va citar el futur nomenament judicial de Cai per supervisar la producció d'armes, especialment espases, com a prova que devia haver après les habilitats per fer-ho abans a la seva vida, probablement a partir de la foneria de ferro. Alternativament, si hi ha alguna veritat en els uns quants contes populars sobre Cai, els seus suposats hàbits d'engany poden haver-lo ajudat a rebre una cita judicial.
Se sap que Cai era un eunuc l'any 75 dC, encara que és possible que fos contractat una mica abans a l'era Yongping; el sinòleg Rafe de Crespigny va suggerir que això va ser a principis dels anys 70. A la dinastia Han, els eunucs eren contractats al servei imperial i eren les úniques persones elegibles per a determinades tasques especialitzades, com ara vetllar per l’harem imperial i la casa imperial; també hi havia algunes promocions disponibles exclusivament per a ells. La posició de Cai probablement era com a enllaç entre el consell privat i l'emperador, i probablement implicava deures semblants a un camarlenc per a la família imperial. Narita assenyala que el paper de Cai significava que hauria tingut moltes oportunitats de conèixer les persones més poderoses de l'Imperi. Al voltant de l'any 80 dC, durant l'era  Jianchu posterior (76–84) sota l'emperador Zhang, Cai va ser ascendit a Xiao Huangmen (小黄門; 'Auxiliar de les Portes Grogues'). Les posicions, amb un rang salarial de 600 shi o dan, implicaven lliurar i rebre missatges entre els apartaments del palau imperial i la cort exterior.

### Taller i intriga del palau
Des de l'any 82 dC, Liu Qing, fill de Zhang de la seva concubina Consort Song, havia estat l’hereu designat, assegurat pel favor de l'emperadriu Ma. Tanmateix, la mort de Ma l'any 79 dC va convertir Lady Dou en emperadriu i, amb l'objectiu de desenvolupar el poder de la seva família, va adoptar el príncep Zhao amb la intenció d'instal·lar-lo com a hereu. Com a resultat, quan Song es va emmalaltir l'any 82 i va demanar herbes, Dou la va acusar falsament de planejar utilitzar les herbes per a la bruixeria contra Zhang. Llavors Dou va ordenar a Cai que interrogués la Consort Song i la seva germana, una altra consort imperial, per forçar una confessió; tots dos es van suïcidar. Creient l'acusació de Dou, Zhang va substituir Liu Qing pel príncep Zhao com a hereu.
El príncep Zhao, governant com a emperador He, tenia 10 anys en el seu ascens l'any 88 d.C., per la qual cosa Dou va prendre el control com a emperadriu vídua i es va assegurar la seva autoritat donant diferents càrrecs als seus quatre germans, particularment Dou Xian, que va promoure Cai a Cai.(中常侍; Asistent regular) per la seva lleialtat. Cai va servir com a conseller privat de He en qüestions polítiques; Després que l'emperador va prendre el tron, es va convertir en Zhongchang shi i va participar en decisions estratègiques clau. L'emperador, en arribar al tron, sabent que Cai Lun era un home ple de talent i zel, el va nomenar conseller privat. Aquest càrrec va donar a Cai un salari de 2000 shi, i era el càrrec exclusiu d'eunuc més alt, la qual cosa també el va convertir en un eunuc en cap del palau. Al Hou Hanshu, Cai es va caracteritzar com, en paraules de De Crespigny, honest, prudent i bon jutge de política. Cai també va ser designat Shangfang Ling (尚方令; Prefecte del Taller del Palau  o Prefecte dels Mestres de Tècniques ) més tard l'any 88 o 89 d.C. Mentre estava en aquesta posició només d'eunuc, hauria estat responsable de la producció d'instruments i armes per a ús imperial. El càrrec tenia un salari de 600 shi, tot i que això s'afegeix als 2000 shi del seu lloc continu Zhongchang shi.
Quan l'emperador He va arribar a la majoria d'edat l'any 92 d.C. va dirigir diversos funcionaris, especialment Zheng Zhong, en un cop d'estat per enderrocar la família Dou. Cai no va participar en la seva deportació i, tot i que abans estava aliat amb la família, el cop d'estat de l'emperador no el va molestar. L'any 97 d.C., la seva posició com a Shangfang Ling es va ampliar d'abast, ja que es va convertir en responsable de les espases cerimonials i altres articles. El Hou Hanshu descriu la seva artesania com d'alta qualitat i un model per a les generacions posteriors.

### Desenvolupament del paper

Gravats en xilografia que representen els cinc passos fonamentals de l'antiga fabricació de paper xinesa. Del 1637 Tiangong Kaiwu de la dinastia Ming.

L'any 105, Cai va declarar públicament que havia inventat una nova composició per al paper amb un nou procés de fabricació de paper. L'escriptura va tenir una llarga història a la Xina, amb superfícies d'escriptura de bambú i làmines de fusta (fusta per a text curt i bambú per a text llarg). Aquests mitjans eren incòmodes, ja que eren incòmodes d'emmagatzemar, pesats i difícils d'escriure. Després que Meng Tian presumptament creés un pinzell de pèl d'animal per escriure al segle III aC, la seda i el drap es van convertir en alternatives que abordaven aquests problemes, però eren massa cars per a un ús generalitzat. L'absència d'una solució pràctica va motivar l'experimentació continuada amb diferents materials; La solució de polpa de Cai va resultar la més efectiva. El seu procés encara utilitzava bambú, però també introduïa residus de cànem, draps vells, xarxes de pesca i, el més important, escorça dels arbres (probablement morera). Els materials es bullien a una polpa que es batejava amb un maç de fusta o pedra abans de barrejar-se amb una gran quantitat d'aigua. A continuació, la mescla resultant es processava amb garbells de fusta i s'eliminava l'excés d'aigua, deixant el paper acabat un cop sec. El paper que va resultar d'aquest mètode s'anomena sovint paper Cai Hou (蔡侯纸). Aquest esdeveniment i el seu context es transmeten en un passatge sovint citat del Hou Hanshu: 
| « | En l'antiguitat, els escrits i inscripcions es feien generalment en tauletes de bambú o en trossos de seda anomenats chih. Però la seda era cara i el bambú pesat, no eren còmodes d'utilitzar. Aleshores, Cai Lun va iniciar la idea de fer paper amb l'escorça dels arbres, el cànem, els draps vells i les xarxes de pescar. Va sotmetre el procés a l'emperador el primer any de Yuanxing i va rebre elogis per la seva habilitat. Des d'aquest moment, el paper s'ha utilitzat a tot arreu i s'anomena universalment el paper de Lord Cai. Existeixen moltes llegendes sobre la inspiració per a la invenció de Cai; un dels més populars va dir que Cai es va inspirar en veure les vespes de paper fent els seus nius. Tsien va suggerir que Cai es va inspirar en la gent del seu lloc de naixement, que va utilitzar l'escorça de les moreres per crear tela com a superfície d'escriptura. Independentment del seu origen, l'any 105 dC, el nou procés de fabricació de paper de Cai va impressionar a He i li va guanyar fama a tot l'Imperi. | » |

### Últims anys i mort
Després dels vuit mesos de regnat de l'infant emperador Shang, l'any 106 dC l’emperador An, de 13 anys, el va succeir, mentre que Lady Deng governava com a emperadriu vídua. Tant Cai com Zheng van mantenir influència a la cort de Deng. L'any 110 dC, Deng va reunir més de 100 estudiosos, inclòs  Liu Zhen (劉珍 (東漢), Liu Taotu (劉騊駼) i Ma Rong —al pavelló oriental del palau per començar a crear una edició definitiva dels Cinc Clàssics. Va nomenar a Cai per supervisar i supervisar la producció; de Crespigny va dir que això significava que Cai estava seriosament preocupat per la beca. L'any 114 dC, se li va concedir el títol de marquès i la cort imperial el va infeudar com a senyor de  Longting, Shaanxi (龙亭镇 (洋县), un petit poble de 300 famílies a l'actual comtat de Yang, Shaanxi. Més tard aquell any Zheng va morir i Cai el va succeir com a cap de la casa de la vídua.
Un poder assumit després de la mort de Deng l'any 121 dC, tot i que la cort estava dominada per la influència de l'emperadriu Yan Ji i els seus germans. Recordant la part de Cai en la mort de la seva àvia, Consort Song, An va ordenar a Cai que es presentés al Ministeri de Justícia per respondre els càrrecs, i presumiblement el condemnés a mort. Avergonyit que l'emperador l'enviés a la mort d'una manera deshonrosa, en Cai es va banyar i es va vestir amb roba formal abans de suïcidar-se bevent verí.

## Llegat

### Influència global

#### Valoració històrica
A causa de les investigacions arqueològiques modernes, ara és segur que diferents formes de paper existien a la Xina des del segle III aC. Abans d'això, fonts més antigues com  donaven la data al segle I aC.;  i  encara que les troballes no descarten necessàriament el crèdit donat a Cai. L'erudit xinès Tsien Tsuen-hsuin va explicar que el terme utilitzat a l'antiga biografia de Cai, zào yì (造意), es pot entendre com iniciar la idea, és a dir, va impulsar el procés en curs amb l'addició de materials importants. A més, Cai és responsable del primer ús conegut de l'escorça d'arbre i el cànem com a ingredients per al paper, i és clar que el paper no va tenir un ús generalitzat a la Xina fins a les millores de Cai. Com a tal, els estudiosos han revisat les seves contribucions com les que van impulsar un procés en curs en lloc d'un descobriment sobtat. Wilkinson (2018, p. 1029) conclou que «El consens avui és que, tot i que Cai no va inventar el paper, pot haver millorat la manera de fabricar-lo o reduir els costos (utilitzant l'escorça dels arbres, els draps i les xarxes de pesca velles)». No obstant això, a causa de la importància cabdal de les seves millores i la consegüent difusió de l'ús del paper per tota la Xina, Cai continua essent acreditat tradicionalment com a inventor del paper. També s'especula que Cai va ser el mecenes d'aquest assoliment i va agafar el mèrit d'una altra persona, com podria haver fet Feng Dao amb les seves millores a la impressió.

#### Estensió de paper

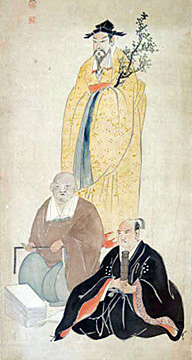
Els tres déus de la fabricació de paper, Cai Lun (al mig) amb el monjo coreà Damjing (a l'esquerra), que va portar l'art al Japó, i Mochizuki Seibei (que va portar l'art a). Conservat al Museu d'Història i Folklore de Minobu.

Les millores de Cai al paper i al procés de fabricació de paper es consideren especialment impactants per a la història humana, ja que van donar lloc a la difusió de la literatura i el coneixement arreu del món, i els avenços en les comunicacions. Tanmateix, Cai només és una mica conegut fora d'Àsia oriental i sovint està exclòs de les principals enciclopèdies. L'estudiós de la història del paper, Thomas Francis Carter, va establir paral·lelismes entre Cai i Johannes Gutenberg, l'inventor de la primera impremta que era de tipus mòbil, anomenant-los pare i fill espirituals respectivament. En el seu llibre de 1978, The 100: A Ranking of the Most Influential Persons in History, Michael H. Hart el va classificar en el setè lloc, per sobre de figures com Gutenberg, Christopher Columbus, Albert Einstein i Charles Darwin. El 2007, Time el va classificar entre els Millors inventors de tots els temps.
Després dels esforços de Cai l'any 105 d.C., un reconegut fabricant de paper que podria haver estat un aprenent de Cai  —diversament registrat per fonts modernes com Zuo Bo; Tso Po (左伯, nom de cortesia: Tzu-i:子邑;) de Donglai, Shandong;  o Tso Tzǔ-yi  —va millorar el procés l'any 150 dC  o més tard durant la dinastia Han. A part d'això, els principis bàsics del procés de fabricació de paper de Cai han canviat poc amb el temps, i la nova forma de paper es va estendre per tota la Xina. Segons la llegenda, el monjo budista Damjing va portar el procés al Japó, encara que això no està confirmat. Damjing ocupa una posició de sant patró similar al Japó que Cai a la Xina. Cap al segle 600 el procés va aparèixer al Turquestan, Corea i l'Índia, Tot i que l'Índia sembla que només va començar a produir paper de manera àmplia al segle XII. mentre els presoners xinesos de la batalla de Talas van estendre el coneixement als àrabs del califat abbàssida. A diferència de molts invents xinesos que es van crear de manera independent a l'Europa occidental, el procés modern de fabricació de paper era un producte totalment xinès i es va estendre gradualment a través dels àrabs a Europa, on també va veure una fabricació generalitzada al segle XII. El 2 d'agost de 2010, la Unió Astronòmica Internacional va honrar el llegat de Cai posant el seu nom a un cràter de la Lluna.

### Influència a la Xina

#### Folklore
Tot i que la vida personal d'en Cai és majoritàriament desconeguda, un conte popular suggereix que era un botiguer i un estafador amb una dona i un germà, tot i que no hi ha cap confirmació històrica per a això. La història diu que després de les millores de Cai al paper hi havia poca demanda del producte, de manera que tenia un excedent cada cop més gran. Com a tal, Cai i la seva dona van desenvolupar una estratagema per augmentar les vendes; van dir a la gent del poble que el paper es converteix en diners en el més enllà quan es crema.
En la variació més popular del conte, Cai Mo i Hui Niang, el germà i la cunyada de Cai d’historicitat no confirmada, ocupen el lloc de Cai i la seva dona. En aquesta versió, Hui va convèncer a Cai Mo perquè aprengués el nou ofici de fabricar paper del seu germà petit, i quan va tornar en només tres mesos, el paper que ell i la seva dona produïen era de massa baixa qualitat per vendre'l. Per abordar això, Hui va fingir haver mort, i Cai Mo es va quedar al costat del seu taüt, plorant i cremant diners com a tribut. Aleshores, els seus veïns els van comprovar, i Hui va sortir del taüt, explicant que els diners cremats li van ser transferits en el més enllà, amb la qual cosa va pagar a fantasmes per tornar-la d'entre els morts. Creient-se la història, els veïns van comprar ràpidament grans quantitats de paper per al seu propi ús. Tot i que la majoria és una història fictícia, els gemecs intensos i les ofrenes cremades són habituals a la cultura xinesa. 

#### Deificació i record
Dels que van originar els quatre grans invents de la Xina del món antic —la brúixola, la pólvora, la fabricació de paper i la impressió— només es coneix l'inventor de la fabricació de paper, Cai Lun. A més, en comparació amb altres invents xinesos com el pinzell i la tinta, el desenvolupament del paper és el millor documentat a les fonts literàries.
Després de la seva mort l'any 121 dC, es va construir un santuari amb la seva tomba a la seva ciutat natal, però aviat va ser descuidat i danyat per les inundacions, mentre que el seu nom es va oblidar en gran part. Durant l'inici de la dinastia Tang, molts herois nacionals van ser divinitzats, com Li Bai i Guan Yu com els déus del vi i de la guerra respectivament. Cai era una de les persones importants declarades déus, i va ser divinitzat com el déu nacional de la fabricació de paper. Cai també es va convertir en un sant patró dels fabricants de paper, amb la seva imatge sovint pintada o impresa en fàbriques de paper i botigues de paper no només a la Xina, sinó també al Japó. L'any 1267, un home anomenat Chen Tsunghsi va recaptar fons per reparar el santuari malmès durant molt de temps i el va renovar per incloure una estàtua de Cai i un mausoleu. Chen va afirmar que «l'extraordinari talent de Tsai Lung [de Cai Lun] i el seu assoliment són exemplars per a totes les edats». Un morter de pedra, que les llegendes diuen que Cai utilitzava per fer paper, podria haver estat portat al mausoleu, encara que altres fonts diuen que va ser portat al Museu Imperial de la capital de Lin'an. Es va celebrar una gran cerimònia per al nou mausoleu, tot i que va tornar a caure en ruïnes i va ser restaurat el 1955. Avui, el temple encara es troba a Leiyang com el  Cai Lun Temple (蔡侯祠) prop d'una piscina, rebatejada com a Piscina Cai Lun, que es pensava que estava a prop de la casa d'en Cai. A la dinastia Song, Fei Chu (fl. 1265 ) va dir que hi havia un temple a Chengdu on centenars de famílies del negoci de la fabricació de paper vindrien a adorar Cai.

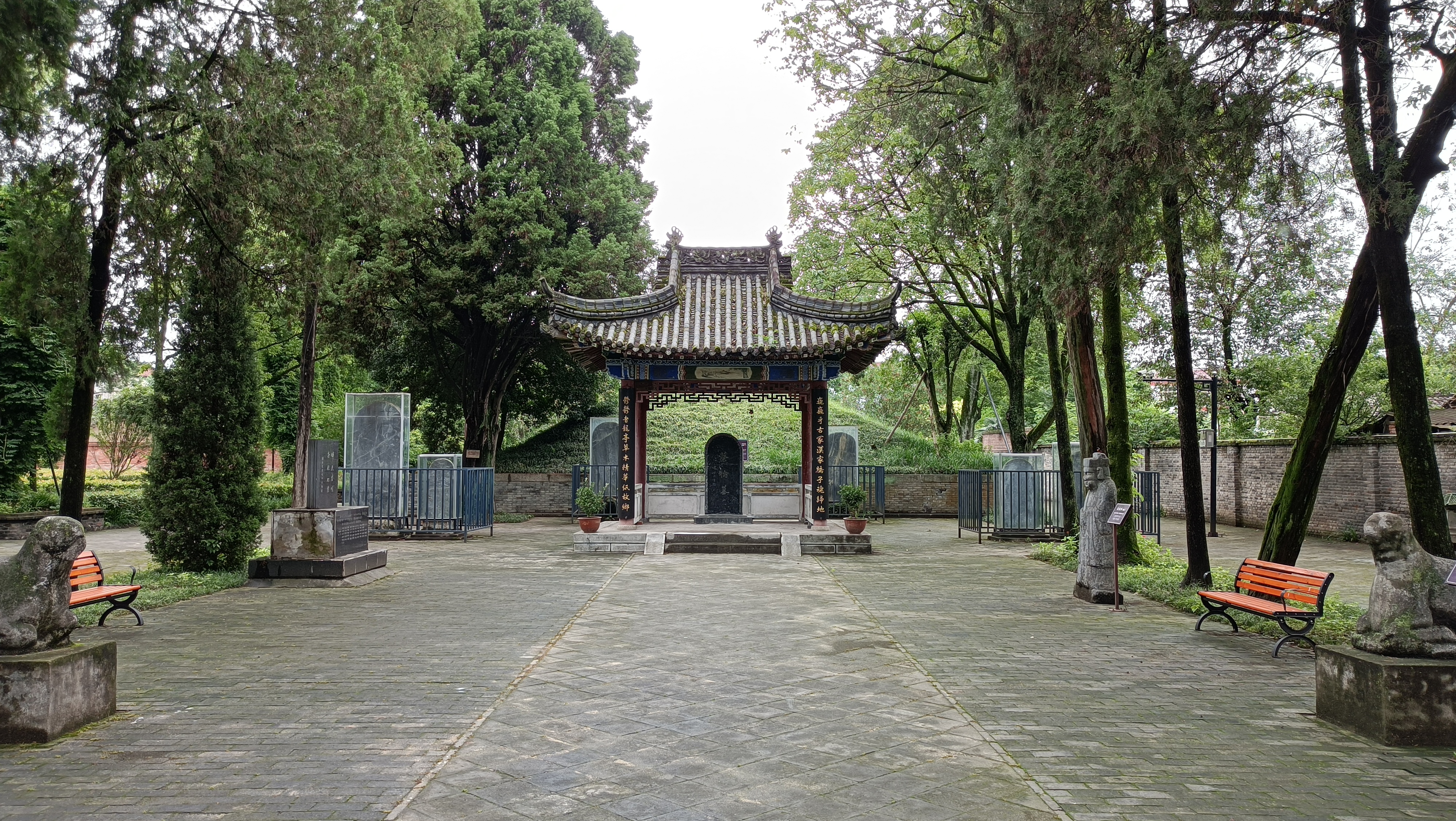
La tomba tradicional de Cai Lun, Longting, Yangxian

Durant el final de la dinastia Qing, els paperers van crear grups religiosos, coneguts com a associacions esperit-diners (shenfubang) o associacions Cai Lun (Cai Lun hui). El 1839, el shenfubang de la ciutat de Yingjiang va ser demandat per shenfubangs a Macun i Zhongxing del comtat de Jiajiang, Sichuan. El conflicte va començar quan el shenfubang de Yingjiang va afirmar que la seva estàtua de Cai, que portaven anualment pel comtat de Jiajiang, els donava la supremacia ritual sobre els paperers Macun i Zhongxing, als quals exigien pagar i participar en les seves celebracions. Els shenfubangs de Macun i Zhongxing van negar la demanda, citant la seva llarga història d'adoració de Cai, que va provocar un conflicte creixent entre els bàndols i, finalment, una demanda. El magistrat del comtat va retreure ambdues parts per caure en conflicte i va dir: «No entenien que tots ells deien el seu mitjà de vida a Lord Cai, que els havia ensenyat l'art de fabricar paper? No eren tots deixebles de Lord Cai, que els volia? per compartir els beneficis del comerç?». 
Al segle xxi, Leiyang encara és famosa com el lloc de naixement de Cai i té una producció activa de paper. La seva tomba tradicional es troba al Museu de Cultura de Paper Cai Lun de Longting, Hanzhong, província de Shaanxi. A la Xina actual, el nom de Cai està estretament associat amb el paper, i és el mateix d'almenys cinc carreteres: Cailun Road, Pudong, Xangai;  Carretera de Cailun, districte de Minhang, Xangai;  Carretera Cailun, districte de Fuyang, Hangzhou, Zhejiang;  Cailun Road East Crossing, districte de Weiyang, Xi'an;  i Cailun Road, districte de Yaohai, Hefei, Anhui.

### Antigues
1. ↑  Dongguan Hanji 20/2b (): "蔡倫字敬仲桂陽人為中常侍有才學盡忠重慎每至休沐輒閉門絶賔客曝體田野典作尚方造意用樹皮及敝布魚網作紙〈案一本作倫典尚方作紙用故麻名麻紙木皮名糓紙魚紙名網紙〉元興元年奏上之帝善其能自是莫不用天下咸稱蔡侯紙".
2. ↑  Tsien (1962): "Cai Lun, Nom de cortesia Jingzhong, nadiu de 桂阳郡, va servir [a la cort] com a  中常侍. Era un home de talent i aprenentatge, lleial i curós. Quan estava fora de servei, normalment es tancava i es negava a veure visitants, però s'exposava a la natura. Quan va ser acusat de l'oficina de Shangfang Ling, va iniciar la idea de fer paper amb escorça d'arbre, draps vells i xarxes de pescar. Va sotmetre el procés a l'emperador el primer any de Yuanxing i va rebre elogis per la seva habilitat. Des d'aquest moment, el paper ha estat en ús i s'anomena universalment el paper de Cai Lun.
3. ↑  Hou Hanshu (78/68:2513–14) (): "蔡伦字敬仲，桂陽人也。"
El nom de cortesia de Cai Lun era Jingzhong, i era de la comandament de Guiyang.
4. ↑  Hou Hanshu (78/68:2513–14) (): "以永平末始给事宫掖"
Va començar a servir al palau al final de l'era Yongping.
Hunter & Hunter (1978, p. 50): Al final del regnat de Yongping, Cai Lun estava treballant a la cort.
5. ↑  Hou Hanshu (78/68:2513–14) (): "建初中，为小黄門。"
Al principi de l'era Jianchu servia com  Xiao Huangmen".
Carter (1925): Durant el periode Jianchu (76–84), Cai Lun formava part de la Guàrdia Imperial
6. ↑  Hou Hanshu (78/68:2513–14) ():"伦有才學，尽心敦慎，数犯严颜，匡弼得失。每至休沐，辄闭門绝宾，暴体田野。"
Cai Lun era talentós. Va fer servir tot el seu esforç i va tenir cura. Sovint estava disposat a corregir els errors, fins i tot quan ofengués els que tenien el poder. Quan tenia dies de vacances, tancava la seva porta. i no entretenir els convidats, sinó passar temps al camp.
7. ↑  Hou Hanshu (78/68:2513–14) ():"后加位尚方令。"
"He was later given the additional post of Shangfangling."
8. ↑  Hou Hanshu (78/68:2513–14) ():"永元九年，监作秘剑及诸器械，莫不精工坚密，为后世法。"
L'any 9 de l'era Yongyuan, va supervisar la fabricació d'espases imperials i altres equips, que es van fer amb cura, i es va convertir en un exemple per a les generacions posteriors."
Carter (1925): "Al novè any del període Yongyuan Cai Lun es va convertir en inspector d'obres públiques. Segons els seus plans i segons les seves disposicions, enginyers i obrers van fabricar, sempre amb els millors materials, espases i armes de diversa mena. Les generacions posteriors no podien fer millor que imitar els seus mètodes de treball.
Hunter & Hunter (1978):
9. ↑  Hou Hanshu (78/68:2513–14) (): 四年，帝以經傳之文多不正定，乃选通儒谒者劉珍及博士良史诣东观，各雠校汉家法，令伦监典其事。"
En el quart any de l'era Yuanchu, l'emperador, descobrint que els diferents clàssics sovint no tenien textos estàndard, va seleccionar el yezhe Liu Zhen, juntament amb altres persones ben dotes i bons funcionaris per reunir-se a Dongguan per editar. i corregir les lleis Han d'acord, i va fer que Cai Lun s'encarregués del projecte".
10. ↑  Hou Hanshu (78/68:2513–14) (): "元初元年，邓太后以伦久宿卫，封为龍亭侯，邑三百户。"
El primer any de l'era Yuanchu, l'emperadriu vídua Deng, a causa que Cai Lun havia estat durant molt de temps al servei, el va fer marquès de Longting amb un feu de 300 llars.
11. ↑  Hou Hanshu (78/68:2513–14) (): "伦初受窦后讽旨，诬陷安帝祖母宋贵人。及太后崩，安帝始亲万机，敕使自致廷尉。伦耻受辱，乃沐浴整衣冠，饮药而死。國除。"
Anteriorment, Cai Lun, sota les ordres de l'emperadriu Dou, va fer falses acusacions contra l'àvia de l'emperador An, Consort Song. Després de la mort de l'emperadriu vídua, l'emperador An va començar a supervisar tots els afers de l'estat. Va ordenar a Cai Lun que s'autoinculpés al ministeri de justícia. Cai Lun no volia ser humiliat i, per tant, després de banyar-se i posar-se roba formal, va beure verí i va morir. El seu feu va ser cancel·lat.

### Modernes
1. 1 2 3 4 5  «Cai Lun | Biography, Paper, & Facts» (en anglès).  Britannica, 01-01-2025. Arxivat de l'original el 2020-10-04. [Consulta: 16 gener 2025].
2. ↑  Theobald, Ulrich. «Cai Lun 蔡倫 (www.chinaknowledge.de)» (en anglès). Arxivat de l'original el 2024-12-03. [Consulta: 16 gener 2025].
3. ↑  «La scienza in Cina: dai Qin-Han ai Tang. Produzione, circolazione e gestione dei testi - Enciclopedia» (en italià). Arxivat de l'original el 2025-01-19. [Consulta: 16 gener 2025].
4. ↑  «Biografía de Cai Lun» (en castellà). Arxivat de l'original el 2024-12-16. [Consulta: 16 gener 2025].
5. ↑  Needham 1985, p. 38–40
6. ↑  «Cai Lun Biography |» (en anglès britànic), 23-06-2019. Arxivat de l'original el 2024-09-11. [Consulta: 16 gener 2025].
7. ↑  «Paper (Cai Lun)» (en xinès (Xina)), 27-12-2024. [Consulta: 16 gener 2025].
8. 1 2 3 4  Tsien, 1962, p. 136.
9. ↑  Li, Denecke i Tian, 2017, p. 195–196.
10. ↑  de Crespigny, 2007, p. 933.
11. 1 2 3 4  Tsien, 1962, p. 137.
12. 1 2 3  Barrett, 2011, p. 203.
13. ↑  Zizhi Tongjian 49, 50
14. 1 2  Tsien, 1985, p. 40.
15. ↑  Li, Denecke i Tian, 2017, p. 51.
16. 1 2 3 4  Day i McNeil, 1996, p. 122.
17. ↑  de Crespigny, 2016, p. 176.
18. 1 2  de Crespigny, 2007, p. 1130.
19. ↑  Narita, 1966, p. 1–2.
20. 1 2  Monro, 2016, p. 57.
21. ↑  Needham, Joseph; Tsuen-Hsuin, Tsien. Science and Civilisation in China, Part 1, Paper and Printing (en anglès).  Cambridge University Press, 1985-07-11. ISBN 978-0-521-08690-5. Arxivat 2023-07-12 a Wayback Machine.
22. 1 2 3 4  de Crespigny, 2016, p. 176.
23. 1 2 3 4 5 6  de Crespigny, 2007, p. 27.
24. 1 2 3  Narita, 1966, p. 2.
25. 1 2 3 4 5  Blake, 2011, p. 55.
26. ↑  Cartwright, 2017.
27. ↑  de Crespigny, 2007, p. 1218.
28. 1 2  de Crespigny, 2007, p. 539.
29. ↑  de Crespigny, 2007, p. 160.
30. ↑  Peterson, 2000, p. 105.
31. ↑  de Crespigny, 2007, p. 161, 1130.
32. ↑  Narita, 1966, p. 3.
33. ↑  Carter, 1925.
34. ↑  Hunter i Hunter, 1978.
35. ↑  de Crespigny, 2007, p. 1218.
36. 1 2  de Crespigny, 2016, p. 177.
37. 1 2  Bielenstein, 1980, p. 52.
38. ↑  Bielenstein, 1980, p. 61.
39. 1 2  Provisional Urban Council i Hong Kong Museum of History, 1998, p. 60.
40. 1 2  Eliot i Rose, 2009, p. 99.
41. 1 2  Hunter i Hunter, 1978, p. 48.
42. ↑  Carter, 1925, p. 2.
43. ↑  Tsien, 1985, p. 295.
44. ↑  Tsien, 1962, p. 136.
45. 1 2  Holdstock, 2018, p. 101.
46. ↑  Tsien, 1985, p. 4.
47. ↑  de Crespigny, 2007, p. 531, 580.
48. ↑  de Crespigny, 2007, p. 127, 593.
49. ↑  de Crespigny, 2007, p. 935.
50. ↑  David, 1935, p. 115.
51. ↑  Tsien, 1985, p. 38.
52. 1 2  Tsien, 1985, p. 41.
53. ↑  Tsien, 1985, p. 41, 57.
54. ↑  Minobu Town Museum of History and Folklore.
55. ↑  Hart, 2000, p. 36.
56. ↑  Carter, 1925, p. 180.
57. ↑  Hart, 2000, p. vii.
58. ↑  Time, 2007.
59. 1 2  Hunter i Hunter, 1978, p. 53.
60. ↑  Hunter i Hunter, 1978, p. 466.
61. ↑  Tsien, 1985, p. 3.
62. ↑  USGS Astrogeology Science Center, 2010.
63. ↑  Blake, 2011, p. 55–56.
64. 1 2  Blake, 2011, p. 56.
65. 1 2  Blake, 2011, p. 57.
66. ↑  Narita, 1966, p. 1.
67. 1 2 3  Narita, 1966, p. 13.
68. 1 2  
Narita 1966
; Carter 1925.
69. 1 2  Carter, 1925, p. 3.
70. ↑  Tsien, 1985, p. 47.
71. ↑  Tsien, 1985, p. 48.
72. ↑  Eyferth, 2009, p. 98.
73. 1 2 3  Eyferth, 2019, p. 208.
74. ↑  Eyferth, 2019, p. 209.
75. ↑  Wang, 2015.
76. ↑  Google Maps a.
77. ↑  Google Maps b.
78. ↑  Google Maps c.
79. ↑  Google Maps d.
80. ↑  Google Maps e.